# Coryanthes bicalcarata
Coryanthes bicalcarata är en orkidéart som beskrevs av Rudolf Schlechter. Coryanthes bicalcarata ingår i släktet Coryanthes, och familjen orkidéer. Inga underarter finns listade i Catalogue of Life.